# Liechtensteiner Cup 1981/82
Der Liechtensteiner Cup 1981/82 war die 37. Austragung des Fussballpokalwettbewerbs der Herren in Liechtenstein. Der FC Balzers konnte seinen im Vorjahr gewonnenen Titel erfolgreich verteidigen.

## Teilnehmende Mannschaften
Folgende sieben Mannschaften nahmen am Liechtensteiner Cup teil:
| - FC Schaan - FC Vaduz - FC Ruggell - FC Triesenberg | - FC Balzers - USV Eschen-Mauren - FC Triesen |

## 1. Vorrunde
Der FC Balzers hatte für diese Runde ein Freilos. 
|                   | Ergebnis |            |
| ----------------- | -------- | ---------- |
| USV Eschen-Mauren | 3:0      | FC Vaduz   |
| FC Triesenberg    | 1:4      | FC Ruggell |
| FC Triesen        | 0:7      | FC Schaan  |

## Halbfinale
|            | Ergebnis |                   |
| ---------- | -------- | ----------------- |
| FC Schaan  | 0:4      | USV Eschen-Mauren |
| FC Balzers | 2:0      | FC Ruggell        |

## Finale
Das Finale fand am 20. Mai 1982 in Schaan statt.
| Datum      |            | Ergebnis |                   |
| ---------- | ---------- | -------- | ----------------- |
| 20.05.1982 | FC Balzers | 5:0      | USV Eschen-Mauren |